# Новак, Эва
Эва Жерар (фр. Éva Gérard), урождённая Эва Новак (венг. Novák Éva; 8 января 1930 — 30 июня 2005) — венгерская и бельгийская пловчиха, олимпийский чемпион.
Эва Новак родилась в 1930 году в Будапеште. В 1948 году приняла участие в Олимпийских играх в Лондоне, где завоевала бронзовую медаль на дистанции 200 м брассом. В 1950-1951 годах она дважды улучшила мировой рекорд на этой дистанции. В 1952 году на Олимпийских играх в Хельсинки Эва Новак стала обладательницей серебряных медалей на дистанциях 200 м брассом и 400 м вольным стилем, а также золотой медали в эстафете 4×100 м вольным стилем (вместе со своей сестрой Илоной).
Во время Олимпиады Эва познакомилась в Хельсинки с бельгийским репортёром Пьером Жераром. Позднее она вышла за него замуж и переехала в Бельгию, и на Олимпийских играх в Мельбурне представляла уже эту страну, но не завоевала медалей.